# MetaHaus

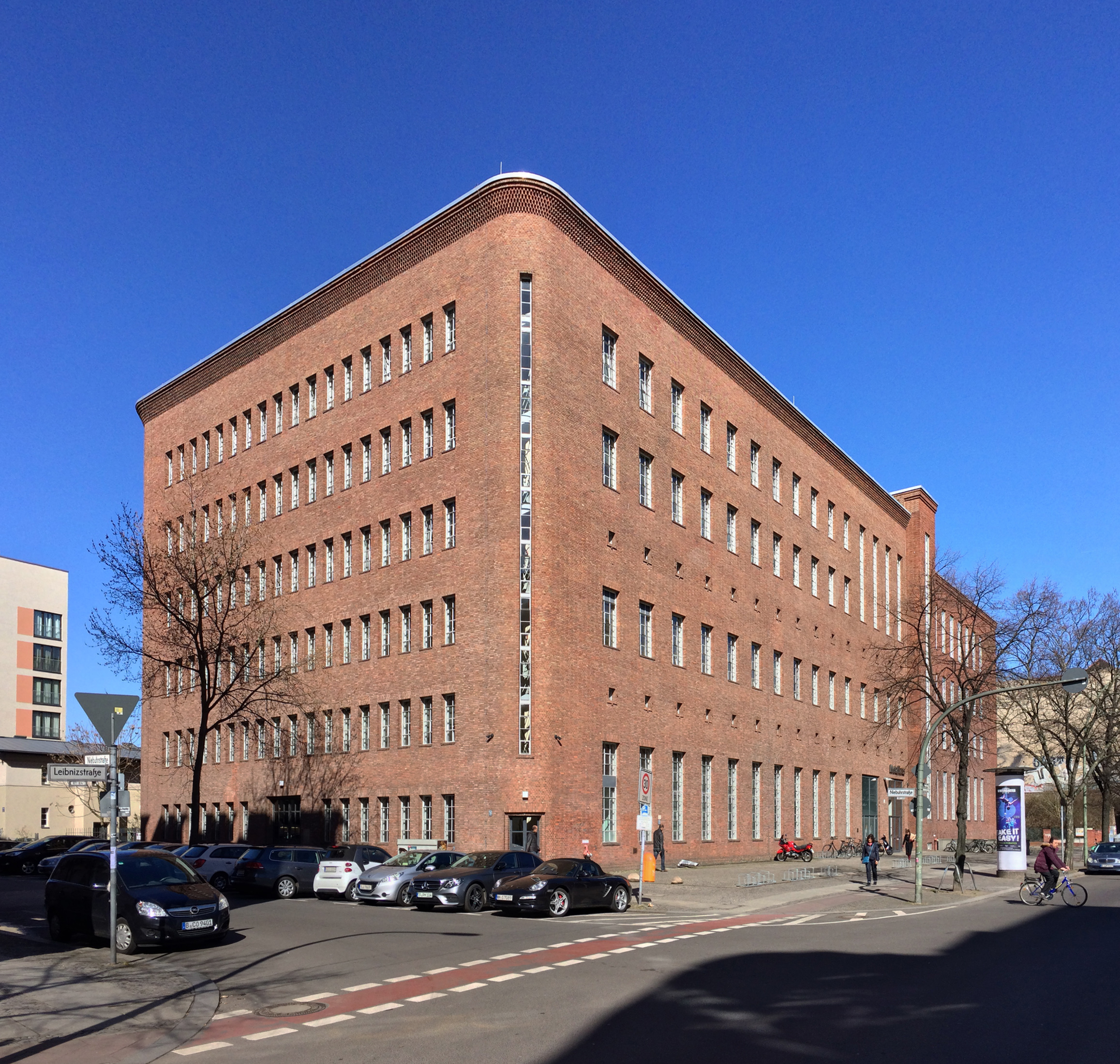
MetaHaus Berlin (2018)

Das Meta-Haus (Eigenschreibweise MetaHaus), früher Bewag-Abspannwerk, ist ein denkmalgeschütztes Gebäude in Berlin-Charlottenburg in der Leibnizstraße 65 Ecke Niebuhrstraße. 
Das Bauwerk wurde 1928/29 von Hans Heinrich Müller als dezentrales Um- und Abspannwerk für die Stromversorgung im Bezirk Charlottenburg in Stahlskelettbauweise mit vorgesetzter roter Klinkerfassade errichtet. Um- und Abspannwerke dienten der Transformation des Wechselstroms. Es ist ein typisches Beispiel für die Bewag-Industrie-Architektur der 1920er Jahre. 
1951–53 wurde ein Anbau hinzugefügt, 1984 wurde das Werk stillgelegt. 
In den Jahren 1999 bis 2001 wurde das Haus von den Architekten Petra und Paul Kahlfeldt denkmalgerecht zu einem Designzentrum umgebaut. Dabei wurde der Innenhof mit einem Sheddach versehen. Seit 2001 hat die Designagentur MetaDesign hier ihren Stammsitz. Sie wurde 1979 von Gerhard Doerrié, Florian Fischer, Dieter Heil und Erik Spiekermann in Berlin gegründet. Etwa 1990 hatte Spiekermann die digitale Schriftart FF Meta entwickelt, die lange Zeit Hausschrift von MetaDesign war.